# Улица Максима Горког (Сомбор)
| Улица Максима Горког | Улица Максима Горког                          |
| -------------------- | --------------------------------------------- |
|                      |                                               |
| Почетак              | Раскрсница улица Апатински пут и Матије Гупца |
| Крај                 | Душана Станичкова                             |
| Дужина               | око 950 m                                     |
| Ширина               | 6 до 7 m                                      |
| Створена             |                                               |
| Названа              |                                               |
| Стари називи         | Зелене баште, Браће Јанковића                 |
|                      |                                               |
|                      |                                               |
| Поглед на улицу      |                                               |

Улица Максима Горког је једна од старијих градских улица у Сомбору, седишту Западнобачког управног округа. Протеже се правцем који повезује раскрсницу на којој се спајају улице Апатински пут и Матије Гупца, и на другој страни Улицу Душана Станичкова. Дужина улице је око 950 м.

## Улице у Сомбору
Почетком 20. века (1907) Сомбор је био подељен на пет градских квартова (Унутрашња варош, Горња варош, Црвенка, Млаке или Банат и Селенча) и било је 130 улица. Данас у Сомбору има око 330 улица.
Некада квартови, данас Месне заједнице, којих на подручју Града Сомбора има 22. Сам Град има 7 месних заједница ("Црвенка", "Горња Варош", "Млаке", "Нова Селенча", "Селенча", "Стара Селенч" и "Венац"), док су осталих 15 у осталим насељеним местима.
Улица Максима Горког припада Месној заједници "Стара Селенча". 

## Назив улице
Улица је у прошлости носила назив Зелене Баште, потом Браће Јанковића. 
Улица данас носи име Максима Горког:
- Максим Горки (Алексеј Максимович Пешков) је један од највећих руских писаца. Рођен је 28. марта 1868. године у Нижњем Новгороду, а умро је 18. јуна 1936. године у Москви.[6]

## Суседне улице
- Апатински пут
- Јоргованска
- Илије Бирчанина
- Августа Цесарца
- Амброзија Шарчевића
- Дује Марковића
- Дубровачка
- Душана Станичкова

## Улицом Максима Горког
Улица Максима Горког је улица у којој се углавном налазе стамбене куће и зграде новије градње, неколико продајних објеката, фирми, угоститељски објекат. 
На крају улице налази се улаз у Мало православно гробље и Храм Рођења Пресвете Богородице.

### Значајније институције и објекти у улици
Тренутно се у улици налази:
- Ауто делови Мовано Ауто, на броју 27
- Ауто делови за Ренаулт и Опел возила Кумир М, на броју 27
- Ласта доо Сомбор, на броју 49
- Meteor commerce - сточна храна, на броју 55
- Ресторан Амор, на броју 52

## Галерија
- Ресторан Амор
- Поглед на улицу из правца гробља и Храма Рођења Пресвете Богородице
- Храм Рођења Пресвете Богородице
- Meteor commerce